# Alia Atkinson
Alia Shanee Atkinson (* 11. Dezember 1988 im Saint Andrew Parish) ist eine jamaikanische Schwimmerin, Olympiateilnehmerin und vierfache Kurzbahnweltmeisterin (2014–2018).

## Karriere
Atkinsons erfolgreichstes Jahr war bislang 2006, als sie sich bei den Central American and Caribbean Games im kolumbianischen Cartagena vier Gold- und eine Silbermedaille sicherte. Sie stand bei den Olympischen Sommerspielen 2004 in Athen und 2008 in Peking im Aufgebot Jamaikas, konnte dort aber keine vorderen Platzierungen erreichen.
Bei den Commonwealth Games 2006 in Melbourne sowie bei den Panamerikanischen Spielen 2007 in Rio de Janeiro wählte man Alia Atkinson bei den jeweiligen Eröffnungszeremonien als Fahnenträgerin für ihr Heimatland. Ihr gelang die Qualifikation zu den Olympischen Sommerspielen 2012. Dort erreichte sie den Endlauf über 100 Meter Brust und ist somit die erste Jamaikanerin, die in ein olympisches Schwimmfinale einzog. Das Rennen beendete sie auf dem vierten Rang.
Nachdem Alia Atkinson bereits 2006 und 2010 an den Commonwealth Games teilgenommen hatte, gelangte sie bei den Commonwealth Games 2014 in Glasgow erstmals auf das Treppchen. Sie gewann Silber über 50 Meter Brust und Bronze über 100 Meter Brust. Bereits im Vorfeld hatte sie  zweimal einen neuen Wettbewerbsrekord über 50 Meter Brust aufgestellt, zunächst im Vorlauf mit 30,49 Sekunden, dann im Halbfinale mit 30,17 Sekunden.
Bei den Kurzbahnweltmeisterschaften 2014 in Doha sowie erneut beim Weltcuprennen im französischen Chartres 2016 konnte Atkinson den Weltrekord über 100 Meter Brust einstellen.
Von 2014 an wurde sie bei drei aufeinanderfolgenden Kurzbahnweltmeisterschaften Weltmeisterin über 100 Meter Brust. Außerdem gewann sie 2018 in Hangzhou den Titel über 50 Meter Brust.

## Rekorde
| Jamaikanische Rekorde (9)                             | Jamaikanische Rekorde (9) | Jamaikanische Rekorde (9) | Jamaikanische Rekorde (9) |
| ----------------------------------------------------- | ------------------------- | ------------------------- | ------------------------- |
| 50 m Brust                                            | 30,17 s                   | 24. Juli 2014             | Glasgow                   |
| 100 m Brust                                           | 1:06,79 min               | 29. Juli 2012             | London                    |
| 200 m Brust                                           | 2:29,00 min               | 19. Februar 2011          | Columbia Township         |
| 50 m Schmetterling                                    | 28,06 s                   | 18. Juli 2008             | Kingston                  |
| 100 m Schmetterling                                   | 1:01,17 min               | 15. Oktober 2011          | Guadalajara               |
| 200 m Lagen                                           | 2:14,75 min               | 18. Oktober 2011          | Guadalajara               |
| 400 m Lagen                                           | 5:09,72 min               | 31. Juli 2005             | Montreal                  |
| 4 × 100 m Freistil (mit Atkinson, Chuck und Swaby)    | 3:53,58 min               | 13. August 2003           | Santo Domingo             |
| 4 × 100 m Lagen (mit Nangle, Royal-Eatmon und Moodie) | 4:20,93 min               | 20. Juli 2010             | Mayagüez                  |
| (Stand: 31. Juli 2012)                                |                           |                           |                           |